# Oscar alla migliore aiuto regia
L'Oscar al migliore aiuto regia venne assegnato solamente dal 1934 al 1938 ai migliori aiuto-registi.

## Vincitori e candidati
Vengono di seguito indicati in grassetto i vincitori. Gli anni indicati sono quelli in cui è stato assegnato il premio e non quello in cui è stato diretto il film. 

### 1930
- 1934
  - Charles Barton - (Paramount) (ex aequo)
  - Scott Beal - (Universal) (ex aequo)
  - Charles Dorian - (Metro-Goldwyn-Mayer) (ex aequo)
  - Fred Fox - (United Artists) (ex aequo)
  - Gordon Hollingshead - (Warner Bros.) (ex aequo)
  - Dewey Starkey - (RKO Radio) (ex aequo)
  - William Tummel - (Fox) (ex aequo)
  - Al Alborn - (Warner Bros.)
  - Sidney S. Brod - (Paramount)
  - Bunny Dull - (Metro-Goldwyn-Mayer)
  - Percy Ikerd - (Fox)
  - Arthur Jacobson - (Paramount)
  - Eddie Killey - (RKO Radio)
  - Joe McDonough - (Universal)
  - W. J. Reiter - (Universal)
  - Frank X. Shaw - (Warner Bros.)
  - Benjamin Silvey - (United Artists)
  - John S. Waters - (Metro-Goldwyn-Mayer)

- 1935
  - John S. Waters - Viva Villa!
  - Scott Beal - Lo specchio della vita (Imitation of Life)
  - Cullen Tate - Cleopatra

- 1936
  - Clem Beauchamp e Paul Wing - I lancieri del Bengala (The Lives of a Bengal Lancer)
  - Joseph Newman - Davide Copperfield (David Copperfield)
  - Sherry Shourds - Sogno di una notte di mezza estate (A Midsummer Night's Dream)
  - Eric Stacey - Il sergente di ferro (Les miserables)

- 1937
  - Jack Sullivan - La carica dei 600 (The Charge of the Light Brigade)
  - William Cannon - Avorio nero (Anthony Adverse)
  - Eric Stacey - Anime nel deserto (The Garden of Allah)
  - Clem Beauchamp - Il re dei pellirossa (The Last of the Mohicans)
  - Joseph Newman - San Francisco

- 1938
  - Robert Webb - L'incendio di Chicago (In Old Chicago)
  - Russ Saunders - Emilio Zola (The Life of Emile Zola)
  - C. C. Coleman Jr. - Orizzonte perduto (Lost Horizon)
  - Hal Walker - Anime sul mare (Souls at Sea)
  - Eric Stacey - È nata una stella (A Star Is Born)